# Nyhetsgrafik
Nyhetsgrafik är ett journalistiskt uttrycksmedel som kan kombinera text, illustrationer, kartor, tabeller och diagram för att på ett enkelt sätt förklara sådant som är komplicerat att berätta enbart med en text. Nyhetsgrafik kan även vara animerad. 
Större dagstidningar och TV-bolag brukar ha en avdelning som sysslar med nyhetsgrafik. Det finns även nyhetsbyråer som levererar nyhetsgrafik till pressen, däribland Bulls Press och TT Nyhetsbyrån.